# Freddy Fischer & His Cosmic Rocktime Band
Freddy Fischer & His Cosmic Rocktime Band ist eine deutsche Disco-Band. Die Band wurde 1998 gegründet.

## Bandgeschichte
Freddy Fischer (* 21. November 1968) wuchs in Berlin-Tempelhof auf und begeisterte sich schon in jungen Jahren für deutschen Schlager wie Manfred Krug und Veronika Fischer sowie US-amerikanischen Soul wie Isaac Hayes. Er begann als DJ durch die Clubs zu tingeln und bediente dort das Publikum mit Soul, Beat und Schlager.
1998 gründete er schließlich die Cosmic Rocktime Band mit Bassist, Gitarrist und Schlagzeuger, die im Stile anderer Bands wie den Ramones den Nachnamen „Rocktime“ als Künstlernachnamen führen. Er begann mit seiner Band durch die Jazzclubs der Stadt zu ziehen und sammelte erste Achtungserfolge. 2005 veröffentlichte er ein erstes Demo. 2009 erschien das Doppelalbum Tanz doch über das Hamburger Independent-Label (Sounds of Subterrania). Die LPs wurden einzeln unter den Titeln Freddy Fischer & His Cosmic Rocktime Band und Superdisco #1 veröffentlicht. 2012 folgte das Zweitwerk Dreimal um die Sonne.
2013 schrieb Freddy Fischer den Song Volle Pulle Leben für eine Marketing-Kampagne der Berliner Mineralwassermarke Spreequell. Zu dem Lied wurde auch ein Video gedreht, der in den Berliner Kinos gezeigt wurde. 2015 beteiligte sich die Band mit dem Titel Alles was bleibt ....! an der Qualifikation zum Eurovision-Song-Contest-Vorentscheid Unser Song für Österreich. Die Band schaffte es jedoch nicht in die Entscheidungsrunden.

## Stil
Freddy Fischer & His Cosmic Rocktime Band produzieren einen Mix aus Funk und Disco. Die Musik wird wesentlich geprägt durch Fischers Hammondorgel und seine Fender Rhodes, die mit Phaser-Effekten verfremdet werden. Seine Band spielt klassisch Bass, Gitarre und Schlagzeug. Das Equipment ist an die Musik der 1970er Jahre angelehnt und basiert auf der ersten Synthesizer-Generation. Image und Texte sind an die Disco-Ära angelehnt. Auch optisch lehnt sich Fischer mit seinen Koteletten, einer Hornbrille sowie Rollkragenpullover oder Smoking mit Fliege an die Discowelle, insbesondere an James Last und Ilja Richter.

## Diskografie

### Alben
- 2009: Tanz doch! (Doppelalbum, Sounds of Subterrania)
  - 2009: Freddy Fischer & His Cosmic Rocktime Band (LP, Chestnut Classics, Sounds of Subterrania)
  - 2009: Superdisco #1 (LP, Sounds of Subterrania)
- 2012: Dreimal um die Sonne (CD/LP, Sounds of Subterrania)
- 2016: In dem Augenblick (CD/LP, Johnny und Max Records)
- 2020: Alles ist alles (CD/LP, Believe)
- 2021: Setlist (Johnny und Max Records)

### Singles
- 2010: Disco Dell’Amore (7’’, Sounds of Subterrania)
- 2012: Wohin kannst du gehen? / Bodensee (7’’, Sounds of Subterrania)
- 2015: Schuhe raus und tanzen gehen (12’’, Sounds of Subterrania)

### Demos
- 2004: Freddy Fischer & His Cosmic Rocktime Band (CD-R)
- 2005: Freddy Fischer & His Cosmic Rocktime Band (CD-R)

### Einzelsongs
- 2013: Volle Pulle Leben (Werbesong für Spreequell)
- 2015: Alles was bleibt (Beitrag zu Unser Song für Österreich)